# Victorios krig
Victorios krig, eller Victoriofälttåget, var ett krig mellan å ena sidan Apacheindianer ledda av hövding Victorio, och å andra sidan USA och Mexiko, som började i september 1879. Då han rymde från San Carlos indianreservat i sydöstra Arizona, började Victorio leda ett gerillakrig runtom i  sydvästra USA och norra Mexiko. Flera strider utkämpades, tills Mexikos armé dödade Victorio och hans krigare i oktober 1880. Efter Victorios död, fortsatte hövding Nana kriga fram till 1881. Efter Slaget vid Cibecue Creek i augusti 1881, gick Nana och hans band samman med Geronimo.

### Fotnoter
1. ↑  Michno, pg. 335-340
2. ↑  Buffalo Victorio's War: A Closer Look, Ambush In Massacre Canyon
3. ↑  Michnor, pg. 335-340